# André Chastel
André Chastel (Parigi, 15 novembre 1912 – Parigi, 18 luglio 1990) è stato uno storico dell'arte francese, studioso in particolare del Rinascimento italiano.

## Biografia
Professore nel Collège de France, ove tenne la cattedra di arte e civiltà del Rinascimento italiano dal 1970 al 1984, dal 1956 fu membro del Centro Internazionale di studi umanistici di Roma, mentre, dal 1975 dell'Académie des inscriptions et belles-lettres.

## Scritti
- L'Art italien, 1954-1955
- Art et Humanisme à Florence au temps de Laurent le Magnifique, 1959
- Le Grand Atelier d'Italie, 1460-1500, 1965
- Renaissance méridionale, 1460-1500, 1965
- Le Mythe de la Renaissance, 1420-1520, 1969
- La Crise de la Renaissance, 1520-1600, 1969
- Chronique de la peinture italienne à la Renaissance, 1250-1580, 1983
- L'Illustre Incomprise, Mona Lisa, 1988
- Histoire de l'art français, 4 volumes, 1992-1996
- La Pala ou le Retable italien des origines à 1500, 1993

### Edizioni italiane
- L'arte italiana, traduzione di Anna Banti, 2 voll., Collana Le piccole storie illustrate n.9-10, Firenze, Sansoni, 1958. - trad. A. Banti e F. Cataldi Villari, nuova ed. riveduta, Roma-Bari, Laterza, 1983.
- Botticelli, Silvana Editoriale d'Arte, 1959.
- Arte e Umanesimo a Firenze al tempo di Lorenzo il Magnifico. Studi sul Rinascimento e sull'umanesimo platonico (Art et Humanisme à Florence au temps de Laurent le Magnifique. Études sur la Renaissance et l'Humanisme platonicien, 1959), traduzione di Renzo Federici, Torino, Einaudi, 1964.
- A. Chastel-Robert Klein, L'Umanesimo e l'Europa della rinascita, Milano, Electa Editrice, 1964.
- I centri del Rinascimento. Arte italiana 1460-1500, Milano, Rizzoli, 1965.
- La grande officina. Arte italiana 1460-1500, Milano, Feltrinelli, 1966. - BUR, Milano, Rizzoli, 1979.
- L'uso della storia dell'arte, traduzione di S. Brilli Cattarini, Biblioteca di Cultura moderna, Roma-Bari, Laterza, 1982.
- Il sacco di Roma 1527, traduzione di Mario G. Losano, Collana Saggi, Torino, Einaudi, 1983.
- Cronaca della pittura italiana 1280-1580, Roma, Fratelli Palombi Editori, 1985.
- Luigi d'Aragona. Un cardinale del Rinascimento in viaggio per l'Europa, traduzione di M. Garin, Roma-Bari, Laterza, 1987.
- Favole Forme Figure, traduzione di M. Zini e Maria Vittoria Malvano, Collana Biblioteca di Storia dell'Arte. Nuova serie n.1, Torino, Einaudi, 1988.
- La Gioconda. L'illustre incompresa, traduzione di B. Arpaia, Milano, Leonardo, 1989. - Abscondita, 2019.
- La grottesca, a cura di S. Lega, Collana Saggi brevi n.10, Torino, Einaudi, 1989, ISBN 88-06-11662-2.
- L'arcipelago di San Marco, traduzione di L. Bolzan, Consorzio Venezia Nuova, 1990.
- Architettura e cultura nella Francia del Cinquecento, traduzione di G. Coccioli, Collana Piccola Biblioteca, Torino, Einaudi, 1991.
- La pala d'altare del Rinascimento, traduzione di G.C. Coccioli e M. Turrio Baldassarri, a cura di C. Lorgues Lapouge, Milano, Garzanti, 1993. [testi delle lezioni al Collège de France]
- Leonardo da Vinci. Studi e ricerche 1952-1990, traduzione di G. Coccioli, Torino, Einaudi, 1995.
- Raffaello. Il trionfo di Eros, a cura di Francesco Paolo Di Teodoro, Neri Pozza, 1997. - Milano, Abscondita, 2011.
- Marsilio Ficino e l'arte, a cura di G. De Majo, Aragno, 2002.
- Il gesto nell'arte, Collana Quadrante, Roma-Bari, Laterza, 2002.
- Nicolas de Staël. La vertigine del visibile, a cura di S. Guindani e M. Vozza, Ananke, 2005.
- Storia della pala d'altare italiana nel Rinascimento, traduzione di Francesco Saba Sardi, Milano, Bruno Mondadori, 2006.
- Giorgione, l'inafferrabile, traduzione di P. Ghigo, Milano, Abscondita, 2012.
- Tiziano, traduzione di M. Alessandrini, Milano, Abscondita, 2013.
- Leonardo da Vinci o la scienza della pittura, traduzione di Francesco Martini, In appendice «Lionardo da Vinci» di Giorgio Vasari, Milano, Abscondita, 2015.
- Lo specchio della critica. Da Baudelaire a Longhi, Milano-Udine, Medusa Edizioni, 2018.
- Storia della pala d'altare italiana dalle origini al Rinascimento, traduzione di Filippo Arturi, Milano, Abscondita, 2020.